# Can Teixidor (Maià de Montcal)
Can Teixidor és una masia situada al municipi de Maià de Montcal, a la comarca catalana de la Garrotxa.